# Resolutie 762 Veiligheidsraad Verenigde Naties
Resolutie 761 van de Veiligheidsraad van de Verenigde Naties werd op 30 juni 1992 unaniem aangenomen.

## Achtergrond
In 1980 overleed de Joegoslavische leider Tito, die decennialang de bindende kracht was geweest tussen de zes deelstaten van het land. Na zijn dood kende het nationalisme een sterke opmars, en in 1991 verklaarden verschillende deelstaten zich onafhankelijk. Hierdoor ontstonden burgeroorlogen met minderheden die tegen onafhankelijkheid waren in de deelstaten. Zo geschiedde ook in Kroatië, waar in de eerste helft van de jaren 1990 een bloedige burgeroorlog werd uitgevochten tussen Kroaten en Serven, en waarbij op grote schaal etnische zuiveringen plaatsvonden. De VN-vredesmacht UNPROFOR, later vervangen door UNCRO, moest een staakt-het-vuren bewerkstelligen en veilige zones creëren voor de bevolking.

## Inhoud
De Veiligheidsraad:
- bevestigt de resoluties 713, 721, 724, 727, 740, 743, 749, 752, 758, 760 en 761;
- neemt nota van de secretaris-generaals'rapport;
- herinnert aan zijn verantwoordelijkheid voor de wereldvrede;
- verwelkomt de vooruitgang dankzij de VN-Beschermingsmacht in de sectoren Oost en West en bezorgd om de moeilijkheden in de sectoren Noord en Zuid;
- looft de Europese Gemeenschap voor de Conferentie over Joegoslavië;

1. leurt het rapport van de secretaris-generaal goed;
2. dringt er bij alle partijen op aan hun verbintenissen na te komen door het geweld te stoppen en het VN-plan uit te voeren;
3. dringt er bij Kroatië op aan om zijn troepen terug te trekken en het geweld in en nabij de beschermde zones te stoppen;
4. dringt er bij de overblijvende eenheden van het Joegoslavisch Volksleger, het Servisch leger en anderen op aan het VN-plan na te leven, vooral door zich terug te trekken en te ontwapenen;
5. dringt er bij Kroatië ook op aan het actieplan in het rapport te volgen;
6. Beveelt de oprichting van een gezamenlijke commissie aan die de autoriteiten in Belgrado moet consulteren;
7. staat de versterking van de Macht met 60 waarnemers en 120 agenten toe;
8. bevestigt het embargo;
9. ziet in dat het mislukken van het VN-plan verregaande gevolgen zou hebben in de regio;
10. moedigt de secretaris-generaal aan zijn inspanningen voor paragraaf °12 van resolutie 752 voort te zetten;
11. roept alle partijen op om samen te werken met de Conferentie over Joegoslavië;
12. besluit om actief op de hoogte te blijven totdat er een vreedzame oplossing is bereikt.

## Verwante resoluties
- Resolutie 760 Veiligheidsraad Verenigde Naties
- Resolutie 761 Veiligheidsraad Verenigde Naties
- Resolutie 764 Veiligheidsraad Verenigde Naties
- Resolutie 769 Veiligheidsraad Verenigde Naties

Lijst ·  726 ·  727 ·  728 ·  729 ·  730 ·  731 ·  732 ·  733 ·  734 ·  735 ·  736 ·  737 ·  738 ·  739 ·  740 ·  741 ·  742 ·  743 ·  744 ·  745 ·  746 ·  747 ·  748 ·  749 ·  750 ·  751 ·  752 ·  753 ·  754 ·  755 ·  756 ·  757 ·  758 ·  759 ·  760 ·  761 ·  762 ·  763 ·  764 ·  765 ·  766 ·  767 ·  768 ·  769 ·  770 ·  771 ·  772 ·  773 ·  774 ·  775 ·  776 ·  777 ·  778 ·  779 ·  780 ·  781 ·  782 ·  783 ·  784 ·  785 ·  786 ·  787 ·  788 ·  789 ·  790 ·  791 ·  792 ·  793 ·  794 ·  795 ·  796 ·  797 ·  798 ·  799